# شیمی‌درمانی
شیمی‌دَرمانی (به انگلیسی: Chemotherapy)، یکی از روش‌های درمان سرطان می‌باشد که با استفاده از یک یا چند داروی شیمی‌درمانی انجام می‌شود. شیمی درمانی معمولاً با هدف درمان سرطان با استفاده از ترکیبی از داروها یا با هدف افزایش عمر بیمار، ممانعت از گسترش سرطان و رفع بعضی از علائم سرطان به عنوان یک درمان تسکینی انجام می‌شود. داروهای شیمی‌درمانی معمولاً به صورت غیر اختصاصی تزریق شده و در تمام بدن پخش می‌شوند. این داروها تأثیر سایتوتوکسیک دارند و وارد سلول‌ها شده و با مهار میتوز و تقسیم سلولی یا با ایجاد اختلال در ساختار و عملکرد دی‌ان‌ای و جلوگیری از ترمیم و بازسازی دی‌ان‌ای مانع از تکثیر سلول‌های سرطانی و رشد و گسترش آن‌ها می‌شوند.
شیمی‌درمانی ممکن است همراه با سایر روش‌های درمان سرطان مانند پرتودرمانی، جراحی و گرماافزایی انجام گیرد. این نوع درمان همچنین ممکن است اثرات جانبی منفی بر سلول‌ها و بافت‌های سالم بدن مانند مغز استخوان، دستگاه گوارش و فولیکول مو داشته باشد و منجر به ریزش موها، نارسایی مغز استخوان، سرکوب سیستم ایمنی، مشکلات پوستی، مشکل در ناخن‌ها و التهاب مخاط شود.

## پیشینه
کاربرد داروهای شیمیایی به هند باستان برمی‌گردد. هندی‌ها سیستمی از داروهای شیمیایی که آیورودا نامیده می‌شد را طراحی کردند، که در آن بعضی از فلزات همراه با برخی از گیاهان برای معالجه طیف وسیعی از بیماری‌ها به کار برده می‌شد. بعد از آن‌ها و در زمانی نزدیکتر به زمان ما در قرن دهم میلادی می‌توان به پزشک ایرانی، محمدبن زکریای رازی اشاره کرد که استفاده از مواد شیمیایی از قبیل مس و زاج و جیوه و نمک آرسنیک و نمک آمونیم و طلا و گچ و خاک رس و صدف و قیر و الکل را به منظور معالجه بیماری‌ها متداول ساخت. ساخت اولین داروی شیمی درمانی سرطان به اوایل قرن بیستم برمی‌گردد؛ ولی در اصل این دارو به این منظور ساخته نشد و قصد استفاده از آن به عنوان دارو نبود. این ماده گاز خردل بود که در جنگ جهانی اول به عنوان سلاح جنگی به کار برده شد و در فاصله جنگ جهانی اول و دوم و در جنگ جهانی دوم نیز بر روی آن مطالعاتی صورت گرفت. در طول جنگ جهانی دوم مشاهده شد که تعدادی از افراد که به صورت اتفاقی این گاز را تنفس کرده‌اند، سال ۱۹۴۰ به تعدادی از افراد که به نوع پیشرفته لیمفوما (سرطانی که به گلبول‌های سفید خون مرتبط است) مبتلا بودند دارو به سیاهرگ آن‌ها تزریق شد. بهبود آن‌ها موقتی ولی قابل ملاحظه بود. این تجربه به تحقیقات گسترده دربارهٔ مواد مشابهی که بتوانند بر روی سلول‌های سرطانی چنین اثری بگذارند انجامید. صنایع چند میلیارد دلاری داروسازی ساخته شد و انقلابی هدفمند در زمینه داروسازی به وقوع پیوست؛ ولی محدودیت‌هایی در زمینه داروهای شیمیایی وجود داشت که هنوز نیز وجود دارد. اولین نوع مدرن ماده شیمی درمانی ارسفنامین بود که به پاول ارلیخ برمی‌گردد. همچنین ترکیبات آرسنیکی بود که در سال ۱۹۰۹ کشف شد و برای معالجه سیفلیس به کار برده شد. بعد از آن سولفانامیدها توسط دومگ و پنیسیلین توسط الکساندر فلمینگ کشف شد.

## واژهٔ شیمی‌درمانی
واژهٔ شیمی‌درمانی ممکن است به درمان عفونت‌های میکروبی به آنتی‌بیوتیک‌ها نیز گفته شود که این نوع از شیمی‌درمانی در دسته‌بندی شیمی‌درمانی ضدمیکروبی قرار می‌گیرد.

### سیر تحولی و رشد
۳۰ سال اول قرن بیستم میلادی، شاهد پیشرفت مواد شیمی درمانی مفیدی بود که در بین آنها، ترکیبات آلی حاوی فلزات سنگین مانند آرسنیک، جیوه و آنتیموان، رنگها و تغییرات چندی در مولکول کینین بود. این مواد، پیشرفتهای فوق‌العاده مفیدی را نشان داد، ولی با این حال زیانهایی دربرداشت. ۳۰ سال دیگر از قرن بیستم، شامل دوران بیشترین پیشرفت در زمینه شیمی درمانی است.

## اساس و مبنای عملکرد
سرطان معمولاً ناشی از تقسیم سلول‌ها به شکل بی‌رویه و کنترل نشده‌است که ممکن است به دلایل ژنتیکی یا محیطی رخ دهد. به‌طور کلی بسیاری از داروهای شیمیایی که به منظور شیمی درمانی سرطان به کار برده می‌شوند، بر روی تقسیم سلولی سلول‌های سرطانی اثر می‌گذارند؛ به خصوص در مورد آن دسته از سرطان‌هایی که سرعت تقسیم سلولی در آن‌ها بسیار بالاست. این داروها که سبب آسیب رساندن به سلول می‌شوند، سایتوتوکسیک نامیده می‌شوند. برخی از این داروها باعث می‌شوند که سلول دستخوش تغییرات اساسی شده و رشد و تکثیر آن طی مرگ برنامه‌ریزی شدهٔ سلول یا آپوپتوز متوقف شود. دانشمندان هنوز در حال بررسی و مطالعه ویژگی‌های منحصربه‌فرد سلول‌های سرطانی خطرناک و مقاوم هستند تا بتوانند آن‌ها را به‌طور ویژه مورد هدف قرار دهند. این کار به این دلیل است که در طول فرایند شیمی درمانی علاوه بر سلول‌های سرطانی، سلول‌های دیگر، مانند سلول‌های مربوط به رشد مو و سلول‌های داخلی روده که سرعت رشد بالایی دارند مورد حمله قرار می‌گیرند؛ و جریان رشد آن‌ها نیز متوقف می‌شود؛ که باعث اختلال در امور بیمار می‌شود. گرچه بعضی از داروهای مناسب تر نیز ساخته شده که پزشکان را قادر می‌سازد تا به نحو بهتر به درمان سرطان بپردازند. شیمی درمانی بر روی تقسیم سلولی تأثیر می‌گذارد و به‌ویژه تومورهای با رشد بالا، بیشتر تأثیر می‌پذیرند. چرا که در هر حال تعداد زیادی از سلول که در حال تقسیم هستند مورد حمله قرار می‌گیرند؛ و تومورهای بدخیم با رشد پایین کمتر تأثیر می‌پذیرند. دارو بر روی تومورهای جوان بسیار بهتر عمل می‌کند؛ چرا که مکانیسم منظم تقسیم سلولی را متوقف می‌کند؛ و تولید مثل موفق را بازمی‌دارد و رشد، بسیار نامنظم شده و همین باعث می‌شود تا تومور کمتر از داروی شیمیایی تأثیر بپذیرد و دیگر به آن حساس نباشد. مشکل دیگر در تومورهای سخت و توپر این است که دارو به هسته تومور نمی‌رسد و راه حل این کار استفاده از لیزر و پرتو درمانی یا عمل جراحی است. با گذشت زمان سلول‌های سرطانی بیشتر از خود مقاومت نشان می‌دهند حتی اخیراً کشف شده که بر روی سلول‌های سرطانی نوعی پمپ وجود دارد که مواد شیمی درمانی را از داخل سلول خارج می‌کند. تحقیق در مورد این نوع پمپها ادامه دارد و دارو سازان برای جلوگیری از اعمال این نوع پمپ‌ها در تلاشند.

## طرح‌های معالجه‌ای
امروزه، استراتژی‌های زیادی به منظور معالجه و کنترل سرطان با استفاده از شیمی درمانی در حال اجرا است. شیمی درمانی ممکن است به منظور معالجه برای شفای بیمار یا به منظور طولانی کردن عمر بیمار و تسکین درد بیمار به کار برده شود.
شیمی درمانی ترکیبی: از داروهای شیمیایی همراه با دیگر درمان‌های سرطان از قبیل پرتو درمانی یا عمل جراحی استفاده می‌شود. در حال حاضر بسیاری از سرطان‌ها بدین گونه معالجه می‌شوند این نوع درمان مانند این است که بیمار را هم‌زمان با استفاده از چند دارو معالجه کنند. این داروها در نحوه عمل و مکانیسم متفاوت هستند. مهم‌ترین منفعت این روش کاهش مقاومت سلول‌های سرطانی در مقابل هر نوع از این داروها است.

### شیمی درمانی نئوآدجوونت (یا درمان پیش معالج)
در این روش دارو به منظور کوچک کردن و کم حجم کردن تومور اولیه مورد استفاده قرار می‌گیرد و زمینه را برای درمان موضعی (جراحی و پرتو درمانی) آماده می‌کند و خطرات ناشی از این نوع معالجه‌ها را کاهش می‌دهد.

### شیمی درمانی آد جوونت
زمانی این روش کاربرد دارد که شواهد کمی از حضور سرطان وجود داشته باشد؛ ولی ریسک اینکه سرطان عود کند وجود دارد. داروها کمک می‌کنند که مقاومت سرطان در مقابل دیگر داروها کاهش یابد و همچنین می‌تواند سلول‌های سرطانی را که در دیگر بخش‌های بدن پخش شده‌است بکشد. این دارو بیشتر در تومورهای تازه که سرعت رشد آن‌ها زیاد است سودمند است. چون زمینه را برای معالجه دارویی فراهم می‌کند. البته باید توجه کرد که تمام دوره‌ها و رده‌های شیمی درمانی به وضعیت بیمار و مستعد بودن بیمار برای نوع معالجه بستگی دارد. وضعیت عملکرد دارو، معمولاً به عنوان معیار، برای اینکه :آیا بیمار می‌تواند داروی شیمیایی مصرف کند؟ یا اینکه کاهش در مقدار مصرف، یا اینکه افزایش آن چگونه باید باشد استفاده می‌شود.

### تاریخچه
اصول علم شیمی درمانی، عمدتاً در طول سال‌های ۱۹۳۵–۱۹۱۹ برقرار گردید؛ ولی فقط از این موقع و به‌خصوص با ظهور سولفونامیدها و آنتی‌بیوتیکها بود که استفاده از مواد به عنوان محصولات مفید طبی واقعیت یافت. تنها مواد شیمی درمانی که

### سیر تحولی و رشد
۳۰ سال اول قرن بیستم، شاهد پیشرفت مواد شیمی درمانی مفیدی بود که در بین آنها، ترکیبات آلی حاوی فلزات سنگین مانند آرسنیک، جیوه و آنتیموان، رنگها و تغییرات چندی در مولکول کینین بود. این مواد، پیشرفتهای فوق‌العاده مفیدی را نشان داد، ولی با این حال زیانهایی دربرداشت. ۳۰ سال دیگر از قرن بیستم، شامل دوران بیشترین پیشرفت در زمین

### ویژگی‌های داروهای درمان نئوپلاسم
آنزیم هدف در سرطان دخیل باشد.
داروهای ضد سرطان برای سلول‌های سرطانی حساس به دارو بکار روند.
دارو باید به سلول بدخیم برسد.
باید تنها در مرحله سیکل سلولی تجویز شود برای آنکه دارو مؤثر باشد.
پیش از ایجاد مقاومت دارویی، سلول‌های سرطانی از بین برود.

### مقالهٔ اصلی:داروهای شیمی درمانی
داروهای شیمی درمانی بر اساس فرمول شیمیایی و ترکیبات، نحوهٔ عملکرد و نوع استفاده، به گروه‌های مختلفی تقسیم می‌شوند.
به گروه‌های مختلفی تقسیم می‌شوند. زیم:
عامل‌های آلکالوئید(A1LO): عامل‌های آلکالوئید (شبه قلیایی) به این خاطر اسم‌گذاری شده‌اند، که توانایی این را دارند، که گروه قلیایی این داروها، با تعداد زیادی از گروه‌های الکترونگاتیو در محیط سلول جفت شوند و پیوند دهند. سیس پلاتین و کربو پلاتین واکسالی پلاتین همه از این نوعند.
دیگر داروها، مکلورتامین، سیکلوفسفامید و کلرامبوسیل هستند. این عامل‌ها به وسیله تغییر شیمیایی در DNA سلول عمل می‌کنند.

## آنتی متابولیت‌ها
این داروها از تقسیم سلول با مهار ساخت DNA جلوگیری می‌کنند.

## داروهای ضد ریزلوله‌ها

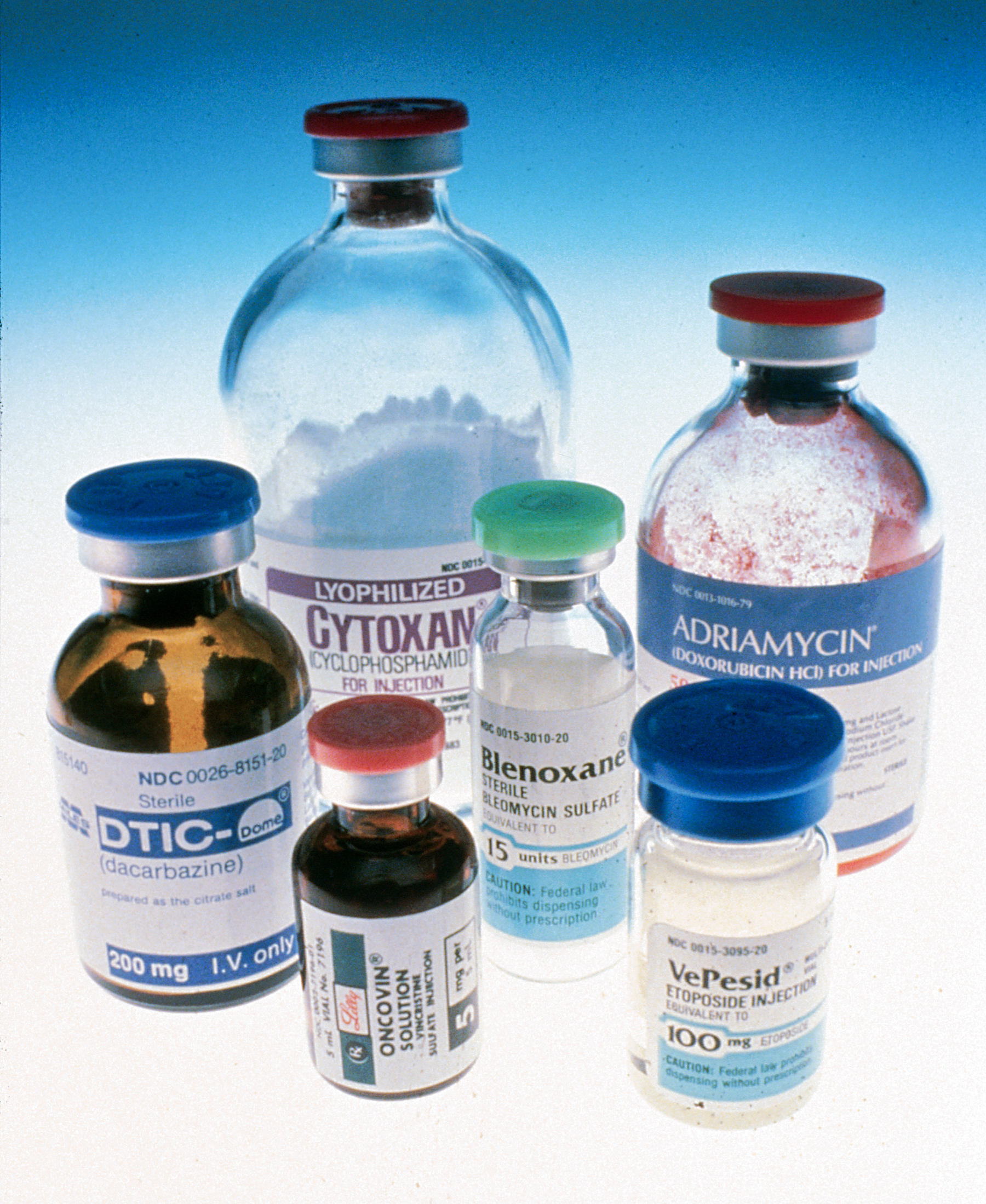
بطری‌های شیمی‌درمانی NCI

ترکیبات شیمیائی استخراج شده از گیاهان هستند که با مهار عملکرد ریزلوله‌ها (میکروتوبول‌ها) مانع تقسیم سلول‌ها می‌شوند. گروهی از این مواد، وینکا آلکالوییدها و تاکسان‌ها هستند. وینکا آلکالوییدها در محل‌های مخصوصی در توبولین‌ها محصور می‌شوند و از جمع شدن توبولین‌ها در ریزلوله‌ها جلوگیری می‌کنند. (یعنی فاز M چرخه سلولی). این داروها از پری وینکیل ماداگاسکار و کاتاراتس روسیس مشتق می‌شوند. وینکا الکالویدها شامل وینکریستین و وین بلاستین و وینور لبین و ویندستاین هستند.
پودوفایلو توکسین (BC1LO): از ترکیبات مشتق شده گیاهی است؛ که برای تولید دو داروی سایتوستاتیک که «اتوپوساید» و «تنی پوساید» هستند، استفاده می‌شود. این‌ها از وارد شدن سلول به فاز۱ G (شروع ساخت مجدد DNA) و شبیه‌سازی DNA یعنی فاز S جلوگیری می‌کنند. البته مکانیسم دقیق این عمل‌ها هنوز به‌طور کامل شناسایی نشده‌است.
عمده داروهای مورد استفاده در شیمی درمانی می‌تواند در دسته‌های زیر قرار بگیرد.
آنتی‌متابولیت‌ها مانند آنتی فولاتها (نظیر متوتروکسات) و آنالوگهای پورین و پیریمیدین.
داروهای هورمونی ضد نئوپلاسم مانند تاموکسیفن و آنتی آندروژنها
مهارکننده‌های رونویسی DNA مانند عوامل آلکیلان، نیتروژن موستارد و مهارکننده‌های توپوایزومراز (آنتراسیکلین‌ها)
مهارکننده‌های میتوز مانند وینکریستین
مهارکننده‌های آنژیوژنز
مهارکننده‌های تیروزین کیناز مانند gefitinib
پادتن‌های مونوکلونال مانند Rituximab
مهارکننده‌های پروتئازوم مانند Bortezomib
اغلب این داروها بر روی تقسیم سلولی اثر می‌گذارد؛ یا مانع سنتز شدن DNA می‌شوند. بعضی از داروهای جدید به DNA وارد نمی‌شوند. این‌ها شامل پادتن‌های مونوکلونال و مهارکننده‌های جدید تیروزین کیناز می‌شوند؛ که مخصوصاً سلول‌های غیرطبیعی انواع خاصی از سرطان‌ها را، مورد حمله قرار می‌دهد. علاوه بر این‌ها بعضی از داروها به منظور کنترل و تعدیل رفتار سلول‌های توموری بدون حمله مستقیم به این سلول‌ها به کار برده می‌شود. داروهای هورمونی از این نوع معالجه‌ها می‌باشد.

## اثرات جانبی
شیمی‌درمانی به خصوص در دوزهای بالای دارو ممکن است اثرات جانبی منفی بر سلول‌ها و بافت‌های سالم بدن داشته باشد. از اثرات این روش درمانی ریزش موهای بدن، خشک شدن پوست و لاغری است. از روش‌های رایج جلوگیری از ریزش مو بعد از شیمی درمانی، خنک کردن پوست سر حین شیمی درمانی می‌باشد. این روش در گذشته توسط کلاه‌های حاوی مواد خنک‌کننده که حین شیمی درمانی در طی چند مرحله دمای پوست سر را کاهش می‌دادند، انجام می‌شد اما امروزه این کار با استفاده از دستگاه مدرن خنک‌کننده پوست سر انجام می‌شود.